# 貝波特 (密歇根州)
貝波特（英語：Bay Port）是位於美國密歇根州休倫縣費爾黑文鎮區及麥金萊鎮區的一個普查規定居民點。

## 人口
根據2020年美國人口普查的數據，貝波特的面積為8.70平方千米，當中陸地面積為8.67平方千米，而水域面積為0.03平方千米。當地共有人口464人，而人口密度為每平方千米53.33人。